# Marphysa orientalis
Marphysa orientalis är en ringmaskart som beskrevs av Treadwell 1936. Marphysa orientalis ingår i släktet Marphysa och familjen Eunicidae. Inga underarter finns listade i Catalogue of Life.